# М'ясокісткове борошно

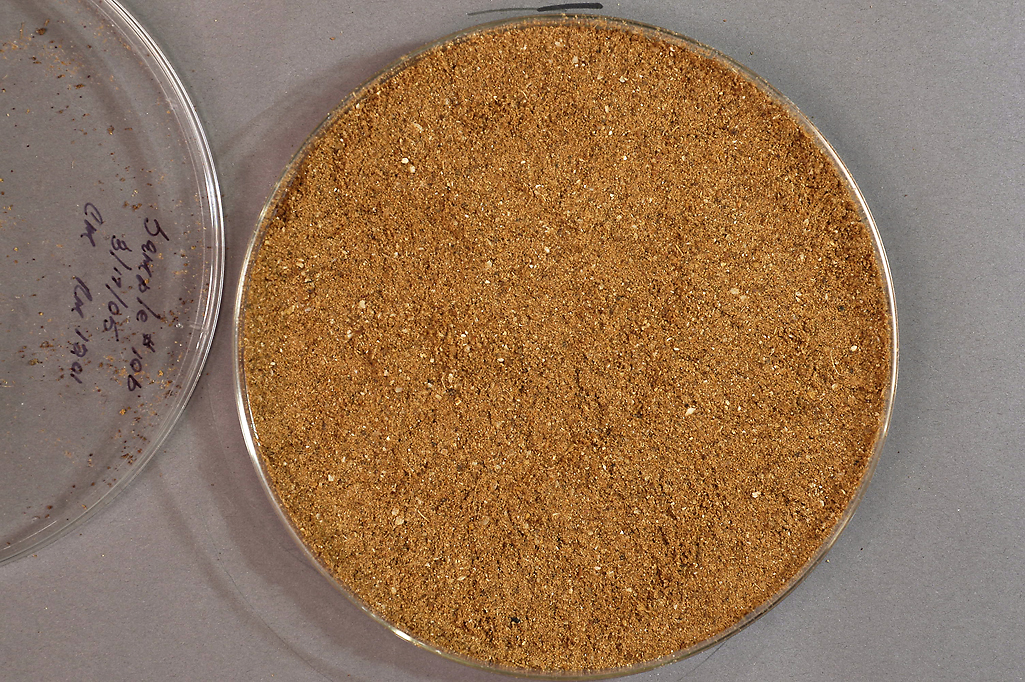
М'ясокісткове борошно

М'ясокістко́ве бо́рошно — кормовий продукт, що виробляють з м'якушевих відходів забою та переробляння худоби з додаванням до 45 % кісток.
М'ясокісткове борошно виробляють з внутрішніх органів, відходів м'яса, ембріонів та з цілих туш, непридатних для харчових цілей. В 1 кг такого борошна міститься 9—10 % води, 12—39 — золи, 30—50 — протеїну і 13—20 % жиру. Перетравність поживних речовин і біологічна цінність протеїну його значно нижчі, ніж м'ясного. Це обумовлено дією більш високих температур при обробці сировини, а також вищим вмістом малоцінної в кормовому відношенні сполучної тканини.

## Приготування м'ясокісткового борошна
М'ясо-кісткове борошно є промисловим кормом, виробляється з забійних відходів. Сировину — відходи забою — варять, сушать, подрібнюють і стерилізують за підвищеного тиску і температури (наприклад, у Чехії метод використовується відповідно до Правил № 1069/2009 ЄС, тобто температура не менше 133 °C, тиск не менше 3 бар протягом не менше 20 хвилин), високі вимоги до температури і тиску мають забезпечувати денатурування всіх білків, включно з пріонами, що викликають губчастоподібну енцефалопатію, під час обробки. Точний склад м'ясокісткового борошна варіюється, залежно від частки м'язових частин та інших компонентів тіла (жиру і кісток) у вихідному матеріалі. З поживних речовин їжа містить переважно високоякісний легко засвоюваний білок, 48—62 %. У м'ясокістковому борошні першого гатунку — мінімум 54 %. Однак термічна обробка розкладає деякі амінокислоти, переважно, лізин. М'ясокісткове борошно також містить 8—18 % жиру: чим менше жиру, тим довговічніший корм. Перетравність поживних речовин і біологічна цінність його протеїну нижча, ніж у м'ясного борошна. Це обумовлено дією вищих температур під час обробки сировини, а також високим вмістом малоцінної в кормовому відношенні сполучної тканини.
У Північній Америці є близько 300 підприємств з обробки забійних відходів, які обслуговують тваринництво, використовуючи побічні продукти переробки тварин. Тільки в США нині виробляється, забивається і переробляється близько 100 мільйонів голів свиней, 35 мільйонів голів великої рогатої худоби і вісім мільйонів курей на рік. Загалом побічні продукти цих процесів складають більше половини загального обсягу, виробленого тваринництвом при виробництві м'яса, молока і яєць для споживання людиною.
Від третини до половини кожної тварини, виробленої для м'яса, молока, яєць і клітковини, не споживається людьми. Близько 49 відсотків живої маси великої рогатої худоби, 44 відсотки живої маси свиней, 37 відсотків живої маси бройлерів і 57 відсотків живої маси більшості видів риб — це матеріали, які людина не споживає. Поточний обсяг сировини, виробленої щороку, становить майже 25 мільйонів тонн.

## Заборона на використання
М'ясокісткове борошно вважається основною причиною поширення серед великої рогатої худоби губчастої енцефалопатії ВРХ (ГЕВРХ). Останнім часом, однак, зростає переконання в тому, що м'ясокісткове борошно не завжди є причиною передання ГЕВРХ, оскільки, попри те, що його вилучено з раціону в Європейському Союзі від 1990 року, захворювання продовжує виникати. М'ясокісткове борошно залишається дозволеним компонентом корму для хижих домашніх і хутрових звірів.
У деяких країнах м'ясокісткове борошно додають у комбікорм для жуйних тварин в як джерело азоту для мікрофлори рубця, також його використовують як хороше джерело легко засвоюваного білка в комбікормах для свиней та інших тварин.

## Кісткове борошно
Кісткове борошно — продукт переробки кісток тварин, використовується для мінеральної підгодівлі. Багате кальцієм і фосфором (24 % і 11 % від маси відповідно). Застосовується також як добриво і для заповнення дефектів кісток у медицині.

## Зв'язок з епізоотією коров'ячого сказу
Є думки, що епізоотію коров'ячого сказу у Великій Британії викликало використання зараженого пріонами м'ясокісткового борошна з недостатнім ступенем обробки.

## Паливо
У Європі м'ясокісткове борошно використовується як природне паливо для генерування енергії і спалювання сміття. Може розглядатися як заміна вугілля, з меншою на 1/3 калорійністю.
У Великій Британії особливо багато м'ясокісткового борошна використовували як паливо після епізоотії коров'ячого сказу, коли було забито багато худоби. Більшість спалили на тепловій електростанції Glanford Power Station.